# Wiesław Murowaniecki
Wiesław Murowaniecki (ur. 9 sierpnia 1931, zm. 7 września 2023) – polski kolarz ŁKS-u Łódź.
W 1949 został mistrzem Polski w wyścigu handicapowym na 75 kilometrów na szosie. W 1949 i 1951 został mistrzem kraju w drużynowym wyścigu na 4 kilometry na torze.
Pochowany na Cmentarzu Doły w Łodzi.

## Źródła
- Informacja o śmierci Murowanieckiego